# Rue Toulouse-Lautrec
La rue Toulouse-Lautrec est une voie du 17e arrondissement de Paris, en France.

## Situation et accès
La rue Toulouse-Lautrec est une voie située dans le 17e arrondissement de Paris. Elle débute au 47, avenue de la Porte-de-Saint-Ouen et se termine rue La Fontaine (à Saint-Ouen) et rue Fructidor.

## Origine du nom

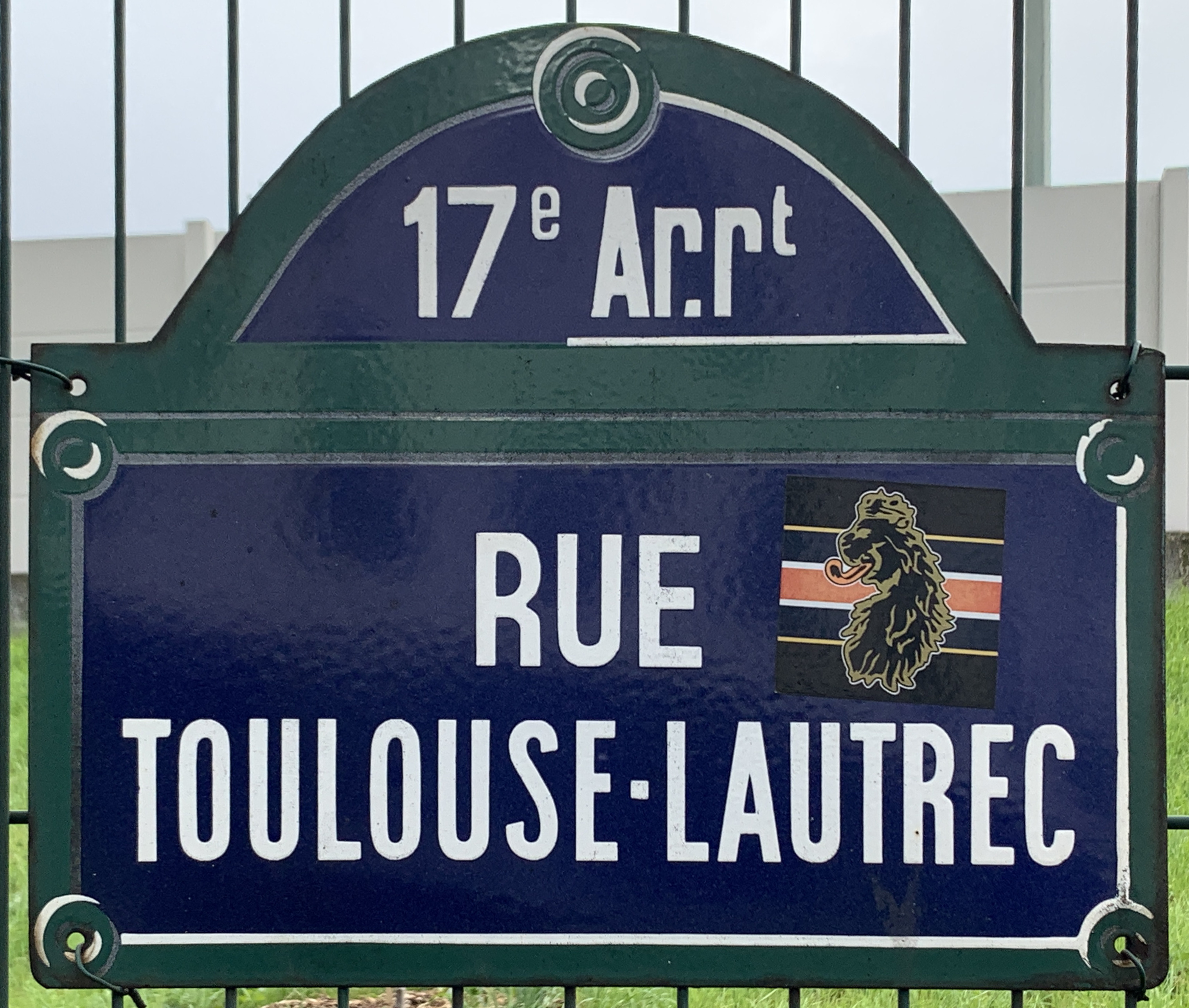
Plaque de la rue.

Cette voie porte le nom du peintre français Henri de Toulouse-Lautrec (1864-1901).

## Historique
Cette voie reprend en partie l'assiette de l'ancienne rue Toulouse-Lautrec qui avait été supprimée lors de l'aménagement du boulevard périphérique.
La nouvelle rue, dont le côté nord forme la limite du territoire de Saint-Ouen, est ouverte en 1969 sous le nom provisoire de « voie W/17 » avant de prendre sa dénomination actuelle par un arrêté du 21 octobre 1974.